# Unité urbaine de Saint-Didier-en-Velay
L'unité urbaine de Saint-Didier-en-Velay est une unité urbaine française qui fait partie du département de la Haute-Loire et de la région Auvergne-Rhône-Alpes.

## Données générales
En 2010, selon l'Insee, l'unité urbaine de Saint-Didier-en-Velay est composée de deux communes, situées dans le département de la Haute-Loire.
En 2020, le périmètre de 2 communes est conservé.
En 2022, avec 4 973 habitants, elle représente la 6e unité urbaine intra-départementale du département de la Haute-Loire.
En 2022, sa densité de population s'élève à 149 hab/km2. Par sa superficie, elle représente 0,67 % du territoire départemental et, par sa population, elle regroupe 2,18 % de la population du département de la Haute-Loire.

## Composition 2020 de l'unité urbaine
L'unité urbaine de Saint-Didier-en-Velay est composée des deux communes suivantes :
| Nom                                  | Code Insee | Département | Statut       | Superficie (km2) | Population (dernière pop. légale) | Densité (hab./km2) | Modifier                                    |
| ------------------------------------ | ---------- | ----------- | ------------ | ---------------- | --------------------------------- | ------------------ | ------------------------------------------- |
| Saint-Didier-en-Velay (ville-centre) | 43177      | Haute-Loire | ville-centre | 25,56            | 3 502 (2022)                      | 137                | modifier les données · modifier les données |
| La Séauve-sur-Semène                 | 43236      | Haute-Loire | banlieue     | 7,86             | 1 471 (2022)                      | 187                | modifier les données · modifier les données |

## Évolution démographique
| 1968  | 1975  | 1982  | 1990  | 1999  | 2010  | 2015  | 2022  |
| ----- | ----- | ----- | ----- | ----- | ----- | ----- | ----- |
| 3 743 | 3 443 | 3 598 | 3 797 | 3 986 | 4 781 | 4 910 | 4 973 |

## Pour approfondir